# Francis Tregian (1574-1619)
Pour les articles homonymes, voir Francis Tregian.
Francis Tregian « le jeune » (1574-1617) est un écrivain et musicien anglais. Il était le fils de l'exilé catholique Francis Tregian (1548-1608).
Il reçoit une solide éducation humaniste et musicale en Angleterre, puis en France au collège jésuite de Reims. En 1592, il entre au service du cardinal William Allen, à Rome. À la mort de ce dernier, en 1594, il regagne l'Angleterre pour tenter de reprendre possession du domaine de son  père, en Cornouailles, mais en 1609, il est condamné comme récusant. Ses terres sont confisquées et il est emprisonné à la prison de la Fleet, à Londres, où il restera jusqu'à sa mort en 1617.
Il est largement admis que Francis Tregian fut le copiste du  Fitzwilliam Virginal Book, bien que cela ait été récemment remis en question.

## Interprétations CD
- Byrd, William: Pieces from "The Fitzwilliam Virginal Book" / Ursula Duetschler [Cembalo]. - Thun : Claves Records, 1990. - 1 CD (70 min) : Stereo, DDD

## Référence
- (en) David J Smith. Francis Tregian the Younger as music copyist.